# متلازمة ميكل-جروبر
متلازمة ميكل - جروبر هي مرض وراثي نتيجة لخلل في أحد الجينات ينتقل بالوراثة المتنحية فيكون كلا الأبوين يحملان المرض وقد ينقلانه إلى بعض أطفالهم. ويصيب المرض كلا الجنسين وهو مرض في العادة مميت في شكله الكامل. وقد اكتشف أن هناك أكثر من جين قد يسبب هذا المرض ومنها جينات على كروموسوم 8 و11 و17.
و هو مرض نادر وتختلف نسبة الإصابة بهذا المرض حول العالم بمعدل 1 من 13000 إلى 1 من 140000 حالة ولادة ووجد الباحثون أن هذا المرض يختلف انتشاره من موقع لأخر حيث يكثر في بعض المناطق أكثر من غيرها.

## الأعراض
تسبب متلازمة ميكل جروبر:
- تشوهات خلقية متفرقة وخاصة في الدماغ والكلى والعينين والأطراف.
- قيلة دماغية Encephalocele: ظهور فتق في مؤخرة الجمجمة كأنها ورم فيخرج خلالها جزء من الدماغ.
- استسقاء في الدماغ Hydrocephalus : يحث تتوسع التجاويف الداخلية للمخ والتي تحتوي السائل السحائي فيكون حجم الرأس كبير.
- تشوهات داندي والكر: وهي عيب خلقي في الجزء الخلفي للمخ حيث يكون هناك توسع في العرفة الرابعة لتجويف المخ وخلل في تكوين المخيخ.
- تكيس الكلى Polycystic Kidneys : حيث تظهر عدة أكياس على الكلية متفاوتة الحجم والعدد.
- ازدياد حجم الكلية من 10 إلى 20 مرة عن حجمها الطبيعي ويضعف عملها بسبب قلة السائل الأمينوسي (ماء الجنين)

.زيادة في أصابع القدمين واليدين polydactyly
- تليف الكبد (نقص تنسج الكبد): من الأعراض الملازمة لهذا المرض فالذي يحدث للكبد: يتأخر تكون القنوات الصفراوية مما يؤدي إلى درجات متفاوتة من الضيق أو عدم تكون هذه القنوات وهذا يؤدي إلى تكوين قنوات جانبية مع توسع في بعض القنوات الصفراوية وتكون أنسجة ضامه في مناطقها.
- صغر الرئتين نتيجة للضغط عليها من البطن والأكياس الكلوية.
- شفة أرنبيه وشق في الحلق.
- صغر العينين وارتفاع زاوية العينين الخارجية لأعلى. أو نقص جزئي في تخلق العين.
- عيوب تناسلية: يصعب تحديد جنس الجنين بسبب عيوب في الجهاز التناسلي وبسبب عدم وضوح تحاليل الكروموسومات أو انسجة الغدة التناسلية.

## التشخيص
يمكن التعرف على المرض بوجود معظم الأعراض السابقة من خلال الفحص بعد الولادة أو عن طريق الأشعة الصوتية ولكن ليس قبل 10 أسابيع من الحمل. أفضل طريقة لتشخيص المرض خلال الحمل هي الأشعة فوق صوتية تؤخذ في الثلث الثاني من الحمل ولكن إذا وجدت أجهزة متطورة يمكن أخذها في الثلث الأول، بينما في الثلث الثاني من الحمل لا تتضح صورة الكلية عند التشخيص وذلك لقلة للسائل الأمينوسي ولكن من السهل رؤية الفتاق في الرأس في آخر الثلث الأول من الحمل كما يلاحظ على الكلية زيادة في حجمها وتغير وتكيس بالرغم من ان قلة السائل الأمينوسي تجعل الصورة غير واضحة وإذا وجد السائل الأمينوسي بشكل جيد فقد يتمكن أخصائي الأشعة من اكتشاف وجود زيادة في عدد الأصابع. بينما تساعد الأشعة المغناطيسية الأخصائي إلى جانب الأشعة فوق صوتية في الكشف عن عيوب الجنين بشكل أفضل حتى مع وجدود قلة في السائل الأمينوسي كما توضح حجم الكلية وتكشف عن الفتق الموجود في الدماغ.
في حالة معرفة الجين المسبب للمرض يمكن الكشف عن المرض عن طريقة فحص المشيمة أو ماء الجنيني خلال الحمل. كما ينصح أخذ عينات دم أو جلد من أي طفل يولد لكي يمكن فحص بعض الجينات المكتشفة لهذا المرض لكي يمكن تقديم رعاية أفضل للحمل القادم.

## الأسباب
هذا المرض هو نتيجة لخلل (طفرة) في أحد الجينات وهو ينتقل بالوراثة المتنحية.و لذلك هو يحدث عن طريق انتقال المرض من كلا الأبوين معا وليس من أحدهما فقط. ولكن يجب التثبت من أن المرض هو فعلا متلازمة ميكل جروبر لأن أعراض هذا المرض تتشابه مع أمراض أخرى ومن أشهر هذه الأمراض هو متلازمة كروموسوم 13 الثلاثي والتي يمكن تشخيصه عن طريق إجراء فحص للكروموسومات. وقد تم اكتشاف بعض جينات هذا المرض والبعض الآخر منها فقط تم تحديد الكروموسوم الذي يقع عليه وحتى هذا الوقت تم تحديد ثلاث جينات يرمز عليها الثلاث الأولى للمرض (MKS)و هي موجودة على:
17 q21-24، الذراع الطويلة للكروموسوم 17 المقطع 21-24
11q13، الذراع الطويلة للكروموسوم 11 المقطع 13
8q24، الذراع الطويلة للكروموسوم 8 المقطع 24

## العناية الطبية
نتيجة لشدة العيوب الخلقية فان معظم الأطباء لا يتدخلون طبيا في مثل هذه الحالات. وقد يختلف الأمر إذا كانت الأعراض اقل شدة.

## معدل الوفيات
نسبة الوفيات المصابة بهذا المرض هي 100% لأنه إذا تم التشخيص قبل الولادة.حيث يؤدي تكيس الكلى إلى قلة السائل الأمينوسي (ماء الجنين) مما يؤدي إلى نقص تنسج الرئتين والذي بدوره سيؤدي إلى وفاة الجنين بعد الولادة مباشرة.
يصيب هذا المرض الناس من جميع المجتمعات والأعراق دون اختلاف ولكن ترتفع نسبته عند الفنلديين وقد يكون كذلك في العرب.